# Eline Gehring
Pour les articles homonymes, voir Gehring.
Eline Gehring, née le 12 juin 1984 à Haan (Rhénanie-du-Nord-Westphalie), est une réalisatrice et scénariste allemande.

## Biographie
Eline Gehring commence sa carrière comme caméraman et monteuse pour des médias d'information allemands à Paris, Prague, Kiev et Berlin. Elle travaille également pour le radiodiffuseur international Deutsche Welle au Caire. Entre 2009 et 2010, Gehring réalise plusieurs courts métrages, documentaires et spots sociaux pour des organisations non gouvernementales en Afrique du Sud, par ex. un. pour le Centre d'éducation créative du Cap.
De retour en Allemagne, Gehring réalise d'autres courts métrages à partir de 2014, dont la production Holly (2016), tournée à Berlin-Neukölln, qui raconte l'histoire d'une jeune femme qui nourrit un chagrin incertain. Parallèlement, elle entame des études de réalisation à l'Académie allemande du cinéma et de la télévision de Berlin (DFFB). Son premier long métrage Nico est inscrit dans la compétition des longs métrages du 42e festival du film du Prix Max Ophüls. Se déroulant à Berlin, le drame se concentre sur une jeune femme germano-persane qui, après une attaque xénophobe, décide de ne plus jamais être victime en s'entraînant aux arts martiaux. L'actrice principale, Sara Fazilat, remporte le prix de la meilleure jeune actrice.

## Filmographie partielle

### Au cinéma
- 2014 : Seoul  (court métrage)
- 2016 : Holly  (court métrage)
- 2017 : Kitschige Filme  (court métrage)
- 2018 : Nothing Compares to (E)U  (court métrage)
- 2019 : Helmut Berger, meine Mutter und ich  (documentaire, co-réalisateur)
- 2021 : Nico  (aussi monteuse)

## Récompenses et distinctions
- (en) Eline Gehring: Awards, sur l'Internet Movie Database